# Telanthera sintenisii
Telanthera sintenisii är en amarantväxtart som beskrevs av Ignatz Urban. Telanthera sintenisii ingår i släktet Telanthera och familjen amarantväxter. Inga underarter finns listade i Catalogue of Life.